# .ke
.ke là tên miền quốc gia cấp cao nhất (ccTLD) của Kenya.
Các tên miền cấp 2, có thể đăng ký ở cấp 3, là:
- .co.ke - cho công ty
- .or.ke - cho tổ chức phi chính phủ và phi lợi nhuận
- .ne.ke - cho các thiết bị mạng
- .go.ke - cho cơ quan chính phủ. Cần có các giấy tờ bổ sung
- .ac.ke - cho cơ quan giáo dục cao học. Cần có giấy tờ bổ sung
- .sc.ke - cho cơ quan giáo dục cấp thấp hơn. Cần có giấy tờ bổ sung